# 達德利維爾 (亞利桑那州)
達德利維爾（英語：Dudleyville）是位於美國亞利桑那州皮納爾縣的一個人口普查指定地區。根據2010年美國人口普查，該地人口為959人，而該地的面積約為17.37平方千米。

## 地理
達德利維爾的座標為32°55′47″N 110°44′02″W / 32.92972°N 110.73389°W，而該地最高點為海拔高度593米（即1946英尺）。